# Heinrich Adolf Rinne
Heinrich Adolf Rinne (24 de janeiro, 1819 – 26 de julho de 1868) foi um alemão otologista nascido em em Vlotho an der Weser. 
Recebeu o doutorado na Universidade de Göttingen, e praticou a medicina na cidade de Göttingen. Mais tarde, foi médico em Sandstadt perto de Stade (1857) e Hildesheim (1860).
Em 1855 Rinne descreveu o processo combinado condutivo da membrana timpânica e o ossículos do ouvido médio. Ele é conhecido para o homônimo teste de Rinne.
Esse teste é um teste de audição realizada com um diapasão. É usado para testar e comparar a audição de pacientes através da condução de ar (processo normal) ou pela forma de condução óssea (o som se propaga para o ouvido interno através da mastóide). Ele argumentou que, se uma pessoa ouve um som por um longo período de tempo, através do osso temporal em vez de através do ar, uma doença está presente em algum lugar na condução de aparelhos.
Apesar de sua pesquisa, o "teste de Rinne" não era bem reconhecido até depois de sua morte — no início da década de 1880. Os otologistas Friedrich Bezold (1842-1908) e August Lucae (1835-1911) foram quem mais divulgaram o trabalho de Riine.

## Escritos selecionados
- Über das Stimmorgan und die Bildung der Language. Müller Archiv für Anatomie, Physiologie und wissenschaftliche Medicin, Berlim, 1850.
- Beiträge zur Physiologie des menschlichen Ohres. Zeitschrift für rationelle Medicina, Leipzig e Heidelberg, 1864.
- Über die Formen de des Himmelgewölbes. Zeitschrift für rationelle Medicin, Leipzig e Heidelberg, 1866.
- Materialismus und ethisches Bedürfnis em ihrem Verhältnisse zur Psychologie. Braunschweig, 1868.